# Park Kyu-chung
Dans ce nom coréen, le nom de famille, Park, précède le nom personnel.
Park Kyu-chung (coréen : 박규정) (né le 12 juin 1924 en Corée, et mort en 2000 en Corée du Sud) est un footballeur international sud-coréen, qui évoluait au poste de défenseur, avant de devenir entraîneur.

## Biographie

### Carrière de joueur

#### Carrière en sélection
Avec l'équipe de Corée du Sud, il figure notamment dans le groupe des sélectionnés lors de la coupe du monde de 1954.
Il a également disputé les JO de 1948.

## Palmarès
Yangzee
- Championnat de Corée du Sud (1) :
  - Champion : 1968.

- Coupe de Corée du Sud (1) :
  - Vainqueur : 1968.